# Hiếu Liêm (Bình Dương)
Hiếu Liêm is een xã in huyện Tân Uyên, een district in de Vietnamese provincie Bình Dương.
Hiếu Liêm ligt op de oostelijke oever van de Sông Bé. De Sông Bé stroomt bij Hiếu Liêm in de Đồng Nai.